# Sony Xperia XZ1
Sony Xperia XZ1 — це смартфон на базі Android, який продавався та вироблявся Sony Mobile. Пристрій, що є частиною серії Xperia X, був анонсований громадськості разом із Xperia XZ1 Compact на прес-конференції, що відбулася на щорічному заході на щорічній виставці IFA 2017, 31 серпня 2017 року. За словами Sony, він є прямим наступником Sony Xperia XZ і є останнім флагманом (на момент анонсу) після Xperia XZ Premium.
Sony Xperia XZ1 Compact відповідно, зменшена версія звичайного XZ1. Відрізняється розмірами і характеристики які випливають із цього: 4,6-дюймовий екран із нижчою роздільною здатністю 720p, 129 мм у висоту, 65 мм у ширину, 9,3 мм у товщину, вага приблизно 143 г, пластиковий задній корпус, 32 ГБ внутрішньої пам'яті. Це наступник Sony Xperia X Compact і перший компактний флагманський смартфон від Sony після Sony Xperia Z5 Compact. Він відомий як SO-02K в Японії, де він є ексклюзивним для оператора NTT Docomo.
Xperia XZ1 разом із Xperia XZ1 Compact були визнані першими смартфонами Android, які мають попередньо встановлену операційну систему Android 8.0 «Oreo». Їхні головні особливості — нова в світі функція 3D-моделювання, яка вперше в смартфоні, не потребує налаштування подвійної камери.
В Україні компанія Sony анонсувала старт передзамовлення на смартфони 15 вересня 2017, тоді стало відомо що пристрої поступлять у продажу 2 жовтня за ціною 19 999 грн за звичайний XZ1 і 15 999 грн за XZ1 Compact.

## Дизайн
Sony оновила дизайн смартфонів торгової марки Xperia «Loop Surface» для Xperia XZ1. Але замість використання скляних поверхонь, як-от XZ Premium, XZ1 здебільшого складається з металевого корпусу, що огортається, що становить задню і бокові частини пристрою, з тонко вигнутими нейлоновими верхніми і нижніми краями, що забезпечує більш плавний підхід до загального дизайну. Але на відміну від XZ1, корпус XZ1 Compact виготовлений зі скловолоконного пластику. Найбільш визначальною зміною в XZ1, а також у XZ Premium є розміщення датчиків зображення на задній панелі. Тепер він розташований поперек об'єктива камери, по центру вздовж верхньої частини, на відміну від поздовжнього розміщення під об'єктивом, як на XZ. Але на відміну від XZ Premium, який має скляну задню панель, на XZ1 антена NFC розташована поряд із датчиками зображення, які є розміщеними безпосередньо в центрі скляного вікна. Скляна панель Corning Gorilla Glass 5 захищає передню частину пристрою від подряпин. Подвійні фронтальні стереодинаміки з новою стереосистемою Sony S-Force Front Surround, яка створює на 50 % більший звуковий тиск, ніж попередні моделі Xperia для більш захоплюючого об'ємного звуку, а також фронтальну камеру на 13 Мп, датчик навколишнього освітлення та наближення та світлодіод сповіщень складають передню панель Xperia XZ1.
Розміри Xperia XZ1 становлять 148 мм (5,8 дюйма) у висоту, з шириною 73,4 мм (2,89 дюйма) і товщиною 7,4 мм (0,29 дюйма) і вагою приблизно 155 г (5,5 унції). Xperia XZ1 Compact менший і його розміри становлять 129 мм (5,1 дюйма) у висоту, з шириною 65 мм (2,6 дюйма) і товщиною 9,3 мм (0,37 дюйма) і вагою приблизно 143 г (5 унції). Він має ступінь захисту IP65/68, що робить його захищеним від пилу та води понад 1,5 метрів і протягом 30 хвилин. Пристрій також оснащений датчиком відбитків пальців, вбудованим у кнопку живлення, який можна використовувати для розблокування телефону та захисту від несанкціонованого доступу. Однак ця функція вимкнена на пристроях, що продаються в США.

## Технічні характеристики

### Апаратне забезпечення
Він працює на тому ж Qualcomm Snapdragon 835 (MSM8998), що є в Xperia XZ Premium, побудованому за 10-нм техпроцесом із 8 користувацькими процесорами Kryo 280 (4x 2,35 ГГц і 4x 1,9 ГГц), 4 ГБ оперативної пам'яті LPDDR4X і використовує Adreno 540 для візуалізації графіки. Пристрій також має внутрішню пам'ять об'ємом 64 ГБ (32 ГБ у XZ1 Compact) і поставляється у версіях з однією та двома SIM-картами, причому обидві з підтримкою LTE Cat. 16 зі швидкістю гігабітного класу, конструкція антени 4x4 MIMO із загальною кількістю 8 антен. Він також має карту microSDXC об'ємом до 256 ГБ (у гібридному слоті для варіанту з подвійною SIM-картою).
Xperia XZ1 — один із перших смартфонів з HDR-дисплеєм. Але на відміну від Xperia XZ Premium, у Xperia XZ1 відмовилися від роздільної здатності 4K UHD, задовольнившись дисплеєм 1080p FHD. Він сумісний з HDR10, як і XZ Premium, але не підтримує Dolby Vision. IPS LCD-екран 5,2 дюйма (130 мм) має щільність пікселів 424 ppi і оснащений дисплеєм Sony TRILUMINOS і X-Reality для мобільних технологій. Для Compact версії зменшили ще роздільну здатність до 720p і там дисплей HDR не підтримує.

### Камера
Дебютований у Xperia XZs і XZ Premium, перший у світі тришаровий сенсор зображення із стекуванням пам'яті DRAM для смартфонів. Датчик, відомий як Sony IMX400, має чип оперативної пам'яті, затиснутий між шарами датчика та керуючої схеми, який служить великим і швидким буфером, куди датчик може тимчасово вивантажити значну кількість захоплених даних, перш ніж передавати їх у внутрішню пам'ять телефону, для обробки. Це дозволяє камері записувати надповільне відео зі швидкістю 960 кадрів в секунду і стабільною роздільною здатністю 720p. Запис у надповільній зйомці лише 0,18 секунди на буфер через обмеження.
Xperia XZ1 запозичив камеру Motion Eye у Xperia XZ Premium і Xperia XZs. Він містить 19 Мп 1/2,3-дюймовий сенсор Exmor RS for mobile з кроком пікселів 1,22 мкм, діафрагмою f/2,0 і G-об'єктивом шириною 25 мм. Він також оснащений записом відео 4K, першим для Sony, який підтримує стабілізацію відео SteadyShot поряд зі стандартними 1080p/30 кадрів/с, високошвидкісною 1080p/60 кадрів/с і 120 кадрів/с у варіанті 720p. Фронтальна селфі-камера має 13-мегапіксельний сенсор (1/3,06") з об'єктивом 22 мм, f/2,0, ширококутний об'єктив 90 градусів і SteadyShot з інтелектуальним активним режимом (5-осьова стабілізація). Compact має 8 Мп сенсор (1/4") з об'єктивом 18 мм, f/2,4, обидва селфі камери можуть знімати в 1080p/60 кадрів/с.

#### Технологія Triple Image Sensing
Xperia XZ1 має технологію Triple Image Sensing, який появився з Xperia XZ Premium як стандарт. Він складається з систем розпізнавання зображення (КМОН-сенсор з PDAF), датчика відстані (лазерний датчик автофокусування) і датчика кольору (RGBC-IR), а також гібридного автофокусу, який використовує фазове виявлення (PDAF) для фіксації фокусу на об'єкті протягом 0,03 секунди, а також включає виявлення фази та контрасту разом із прогнозованим відстеженням руху. Він також має лазерний датчик автофокусування для швидкого відстеження та фіксації фокусування на об'єкті, а також датчик кольору RGBC-IR (RedGreenBlueClear-InfraRed), який допомагає функціонувати баланс білого камери, надаючи додаткові дані про умови освітлення навколишнього середовища для камери. Він також має SteadyShot з Intelligent Auto на додаток до п'ятиосьової стабілізації зображення за допомогою рухомої матриці, вперше побаченої в Xperia XZ. Motion Eye Camera в Xperia XZ1 також має Predictive Capture. Коли камера виявляє швидкий рух, камера автоматично робить максимум чотири фотографії до натискання кнопки спуску затвора, а потім дозволяє користувачеві вибрати найкращу. Це робиться без будь-якого втручання користувача і стає можливим завдяки тому ж вбудованому чипу оперативної пам'яті на сенсорі зображення, який використовується для зйомки суперповільних відео з частотою 960 кадрів в секунду.

#### 3D Creator
Найновішим доповненням до камери Motion Eye в Xperia XZ1 є функція 3D-сканування без необхідності установки подвійної камери, вперше в світі для Sony. Він використовує вбудовану DRAM IMX400 для розвантаження записаних даних, перш ніж їх об'єднати та створити у власній програмі 3D Creator, створюючи майже ідеальне відтворення об'єкта, будь то обличчя людини, ціла голова чи будь-який об'єкт, який користувач може захотіти зняти. Після цього користувачеві надається можливість використовувати відтворене 3D-зображення на включених анімованих фігурах для більш творчого підходу або роздрукувати його на 3D-принтері схваленими компаніями Sony, що займаються 3D-друком, і все це в самому додатку.

### Батарея
Xperia XZ1 як і XZ1 Compact живляться від незнімного акумулятора ємністю 2700 мА·г. Заряджання та передача даних здійснюється через порт USB-C з підтримкою USB 3.1 і бездротової зарядки Qi. Він також має вбудовану технологію адаптивної зарядки Qualcomm QuickCharge 3.0 і Qnovo. Це дозволяє пристрою контролювати електрохімічні процеси в елементі в режимі реального часу і відповідно коригувати параметри зарядки, щоб мінімізувати пошкодження елемента і продовжити термін служби акумулятора.

#### Battery Care
Xperia XZ1 також оснащений Battery Care, власним алгоритмом зарядки Sony, який керує процесом заряджання телефону за допомогою машинного навчання. Він розпізнає звички користувача щодо заряджання протягом певного періоду та автоматично підлаштовується під схему, наприклад, заряд протягом ночі, зупиняючи початкову зарядку приблизно до 80-90 відсотків, а потім продовжуючи її до повного завершення з того місця, де вона зупинилася наступного дня. Це ефективно запобігає непотрібному пошкодженню елементів батареї від надмірного тепла та струму через перезаряд, що ще більше збільшує термін служби батареї.

### Аудіо та інтерфейси
Xperia XZ1 має стандартний аудіороз'єму 3,5 мм для підключення дротових навушників. Паралельно, було покращено бездротове підключення аудіо разом із LDAC, технологією кодування аудіо, розробленою власноруч компанією Sony, яка присутня в проекті з відкритим вихідним кодом Android, що дозволяє передавати 24-розрядні файли. Аудіовміст високої роздільної здатності/96 кГц (Hi-Res) через Bluetooth зі швидкістю до 990 кбіт/с, що втричі швидше, ніж звичайні кодеки потокового аудіо, на сумісні аудіопристрої.
Інші варіанти підключення включають Bluetooth 5 з aptX і Low Energy, NFC, антени 2x2 MIMO для швидкого Wi-Fi і швидкісного вивантаження/завантаження стільникового зв'язку, дводіапазонний Wi-Fi a/b/g/n/ac, Wi-Fi Direct, трансляція екрана через Miracast і Google Cast, DLNA, GPS (з A-GPS), Галілео, GLONASS, і Бейдоу. Xperia XZ1, як і більшість смартфонів високого класу, не має FM-радіо.

## Програмне забезпечення
Sony Xperia XZ1 був перший запущений смартфон, який мав операційну системою Android 8.0 «Oreo», в наявності також були режим економії заряду акумулятора Smart Stamina та власні мультимедійними додатками Sony. 18 жовтня 2018 року Sony оголосила що Android 9.0 «Pie» випустить для XZ1 оновлення вже 26 жовтня. Проте поширювати почали не в запланований день, а 9 листопада разом із XZ Premium.